# Беррингтон, Элизабет
Элизабет Беррингтон (англ. Elizabeth Berrington; р. 3 августа 1970, Уолласи, Чешир) — английская актриса, выпускница Академии драматического искусства Уэббера Дугласа. Более известна по роли Руби Фрай в сериалах «Улица Ватерлоо», Паулы Кош в «Стелла», Мел Дебрю в «Новые обои» и Доун Стивенсон в «Синдикат». Также она появлялась в телесериалах «Чисто английское убийство», «Доктор Мартин», «Доктор Кто», «Офис», «Несчастный случай», «Озёра», «Семейство Гримли», «Роуз и Малони».

## Биография
С 1996 по 1999 годы Беррингтон вместе с Эммой Врэй и Тони Робинсоном снималась в телесериале «My Wonderful Life». В 1999 году исполнила роль Марии Антуанетты в «Им хочется погорячее». В кино играла в ряде популярных фильмах, как «Маленький вампир», «Моя Ужасная няня» с Эммой Томпсон, «Залечь на дно в Брюгге» с Колином Фареллом, Бренданом Глисоном и Ральфом Файнсом. В 2008—2009 годах исполняла роль Мел Дебрю в «Новые обои», в 2008 году появилась в серии «Кот среди голубей» телесериала «Пуаро Агаты Кристи». Также сыграла в фильмах Майка Ли «Обнажённые» 1993 года и «Тайны и ложь» 1996 года.
В 2009 году Беррингтон и Ширли Хендерсон исполнили главные роли в телесериале «Может содержать орехи». Также Беррингтон сыграла медсестру Николу в сериалах от Би-Би-Си «Психовилль», «Улица Ватерлоо» (2009—2011, ушла после двух серий). Сыграла «тётушку» в «Жена Доктора» шестой серии «Доктора Кто». Исполнила роль убийцы Грейс в «Новые трюки» 2012 года. В 2012—2013 годах играла роль в комедийном сериале «Стелла» канала Sky One, вернувшись в 2015 году для двух серий.
В 2011 году Беррингтон появилась в роли Паулы в Рождественской передаче Би-Би-Си «Лапланд». В этой же роли она вновь появилась в шестисерийном спин-оффе «Being Eileen», транслировавшемся с февраля 2013 года.
В 2013 году Беррингтон сыграла роль на сцене в пьесе «The Low Road». В августе 2014 году в роли Сандры появилась в 4 серии 2 сезона «Куку». В 2016 году появилась в серии «Враг народа» 3 сезона телесериала «Чёрное зеркало» от Netflix.